# كاسندر
كاسندر أو كاساندروس أنتيبادروس (تقريبا 350 ق.م. - 297 ق.م.) (باليونانية القديمة:Κάσσανδρος) كان ابن أنتيباتر ومؤسس السلالة الأنتيبادرية القصيرة الأجل. من أهم القادة زمن الإسكندر الأكبر وأحد القادة الخلفاء  اشترك في حروب القادة الخلفاء ونصّب نفسه وصيا على عرش مقدونيا القديمة من عام 317ق.م. لغاية العام 305ق.م. وملكا عليها من عام 305ق.م. لغاية العام 297ق.م. كما أنه نصّب نفسه وصيا على إمبراطورية الإسكندر الأكبر من عام 317ق.م. لغاية العام 311ق.م.